# Золфо-Спрінгс (Флорида)
Золфо-Спрінгс (англ. Zolfo Springs) — місто (англ. town) в США, в окрузі Гарді штату Флорида. Населення — 1737 осіб (2020).

## Географія
Золфо-Спрінгс розташоване за координатами 27°29′34″ пн. ш. 81°47′13″ зх. д. / 27.49278° пн. ш. 81.78694° зх. д. (27.492753, -81.786978).  За даними Бюро перепису населення США в 2010 році місто мало площу 4,53 км², уся площа — суходіл.

## Демографія
Згідно з переписом 2010 року, у місті мешкало 1827 осіб у 523 домогосподарствах у складі 417 родин. Густота населення становила 403 особи/км².  Було 587 помешкань (130/км²).
Расовий склад населення:
| - 64,7 % — білих - 4,2 % — чорних або афроамериканців - 0,6 % — азіатів - 0,5 % — корінних американців - 0,3 % — вихідців з тихоокеанських островів - 26,5 % — осіб інших рас |

До двох чи більше рас належало 3,1 %. Частка іспаномовних становила 64,4 % від усіх жителів.
За віковим діапазоном населення розподілялося таким чином: 32,3 % — особи молодші 18 років, 55,3 % — особи у віці 18—64 років, 12,4 % — особи у віці 65 років та старші. Медіана віку мешканця становила 30,1 року. На 100 осіб жіночої статі у місті припадало 107,1 чоловіків;  на 100 жінок у віці від 18 років та старших — 104,3 чоловіків також старших 18 років.
Середній дохід на одне домашнє господарство  становив 38 646 доларів США (медіана — 32 174), а середній дохід на одну сім'ю — 40 829 доларів (медіана — 35 500). Медіана доходів становила 24 836 доларів для чоловіків та 21 583 долари для жінок. За межею бідності перебувало 38,6 % осіб, у тому числі 47,5 % дітей у віці до 18 років та 22,6 % осіб у віці 65 років та старших.
Цивільне працевлаштоване населення становило 656 осіб. Основні галузі зайнятості: сільське господарство, лісництво, риболовля — 34,3 %, роздрібна торгівля — 16,5 %, науковці, спеціалісти, менеджери — 12,5 %.